# Эрфуртский клад
Эрфуртский клад (нем. Jüdischer Schatz von Erfurt) — клад, содержащий монеты, работы ювелиров и ювелирные изделия, которые, как предполагается, принадлежали евреям, которые спрятали их в 1349 г. во время Эрфуртской резни. Эти фрагменты были найдены в 1998 году в стене дома в средневековом еврейском квартале в городе Эрфурт, Германия.

## История открытия
В 1998 году в Старом городе Эрфурта были проведены археологические исследования. Поскольку под новым комплексом на участке Michaelisstraße 43/44, в непосредственной близости от старой синагоги, сохранилась старая подвальная стена, используемая в качестве места для хранения велосипедов, там не было раскопок. Однако случайно строители наткнулись на зажатую под кладкой серебряную чашу. Предполагая, что это кусок олова, они положили находку в свою строительную тележку. Лишь некоторое время спустя после более тщательных исследований значение чаши стало ясно, и археологи начали собирать клад, зарытый под стеной подвала.
Исследования показали, что бывшим владельцем являлся богатый еврей-ростовщик и банкир Кальман из Виэ, который, по-видимому, спрятал свои ценности во время погрома в 1349 году, опасаясь грабежа и разграбления. Он погиб во время резни в Эрфурте 21 марта 1349 г.

## Находка
Клад имеет общий вес 28 килограммов. Он состоит из 3141 серебряных монет, 14 слитков серебра разного размера, одного набора серебряной посуды, состоящего из восьми чашек, кувшина и чаши для питья, а также более 700 отдельных предметов, частично инкрустированных драгоценными камнями, золотом и серебром. Особенно выделяются восемь брошей разного размера и формы, спрятанных в так называемом «двуглавом» (на самом деле двойном горшке) с частично пышной каменной отделкой, а также семь колец из золота и серебра. Но наибольшую долю составляют детали ремня и комплекты одежды.
Жемчужиной клада является чрезвычайно филигранно и искусно выполненное обручальное кольцо, на котором выгравированы слова Мазаль Тов. (ивр. מזל טוב‎) на иврите. Среди восьми перстней Эрфуртского клада еврейское обручальное кольцо — самый сложный и одновременно самый замечательный предмет из всего клада. Громоздкое кольцо, по средневековой еврейской традиции сделанное из чистого золота и без всякой отделки драгоценными камнями, просто носили во время свадебной церемонии.
Нижняя сторона его широкого венца украшена изображением двух сцеплённых рук — древняя аллегория супружеской верности. По его бокам два крылатых дракона несут изящную готическую храмовую архитектуру. Насколько известно на сегодняшний день, во всём мире существует только два подобных средневековых обручальных кольца одного и того же вида.
Самыми великолепными украшениями Эрфуртского клада являются, без сомнения, восемь брошей разного размера и формы, частично с обильным орнаментом из драгоценных камней. Три броши образуют группу, датируемую концом XIII века, характеризующуюся очень похожими филигранными изображениями животных, а также их отделкой цветными драгоценными камнями и жемчугом. Ещё одна брошь несёт лук и стрелы, а также знамя с надписью на среднегерманском языке «OWE MINS H(ERZ)» — примерно переводится как «Убейте мое сердце».
Одиннадцать серебряных сосудов образуют грандиозный ансамбль серебряной посуды. Он состоит из двойной чашки, неглубокого сосуда для питья, одного кувшина, а также набора из восьми вложенных мензур.
Находка Эрфуртского клада также примечательна с нумизматической точки зрения, поскольку монеты являются одними из первых, которые были использованы дальше, чем локально или регионально: находка содержит 3141 турнозских монет. Большинство монет Эрфуртского клада содержат легенды о Людовике IX, Филиппе III, Филиппе IV или Филиппе V.
Кроме того, находка содержит 14 серебряных слитков, также известных как «Gusskönige» по-немецки (название куска металла, когда он был извлечен из отливки). За исключением одного исключения, каждый экземпляр был отмечен печатью. На пяти слитках изображено майнцское колесо — эмблема архиепископа Майнца. Возможно, они были сделаны на Эрфуртском монетном дворе.
Подобные клады были спрятаны во времена острой нужды еврейской общины в Кольмаре, Вайсенфельсе, Лингенфельде, Мюнстере и Сьроде-Слёнске. Размер Эрфуртского клада на порядок больше, чем любого другого.

## Презентации
Выставка «Trésors de la Peste Noire», проходившая в Национальном музее Клюни, Париж, апрель-сентябрь 2007 года, представляла предметы из сокровищницы вместе с Кольмарским сокровищем.
Выставка «Erfurt: Jewish Treasures from Medieval Ashkenaz» была представлена в музее Университета-Ешивы Центра еврейской истории в Нью-Йорке с 9 сентября 2008 года по 29 января 2009 года.
Сокровище было выставлено в Лондоне в Собрании Уоллеса и в Музее Диаспоры (ивр. בית התפוצות‎) в Тель-Авиве, прежде чем перейти на постоянную экспозицию в недавно отреставрированный музей Старой синагоги XI века в Эрфурте.